# Chaenophryne longiceps
Chaenophryne longiceps è un pesce appartenente alla famiglia delle Oneirodidae, che abita le profondità marine. Questo pesce può raggiungere i 17 centimetri di lunghezza, ed è una delle trentotto specie ittiche individuate per la prima volta nel mar Glaciale Artico.